# Битва під Сокалем (1915)
Би́тва під Сокалем — битва Першої світової війни між арміями Російської імперії з одного боку та Австро-угорської та Німецької імперії з іншого, яка відбувалась з 15 по 31 липня 1915 року в ході наступу центральних держав між Віслою та Бугом в околицях міста Сокаль та селища Поториця на правому березі річки Західний Буг. Битва під Сокалем стала наслідком зусиль Центральних держав щодо захисту правого флангу свого наступу на північ від можливого удару та оточення з боку російської армії. В ході першого етапу битви австрійська армія звільнила місто Сокаль.  

## Передумови
Після успішного Горлицького прориву, звільнення міста Львова наприкінці червня 1915 року та продовження наступу австро-угорських та німецьких військ російська армія розпочала поступовий відступ на більш вигідні позиції. Союзні підрозділи, що переслідували противника, повідомляли про укріплення російських військ на високому правому березі Західного Бугу. :619
28 червня 1915 року спільне австро-угорське та німецьке командування ухвалило рішення продовжувати наступ на північ – між річками Вісла та Західний Буг. Однак припущення про стрімкий відступ російських військ змінилося на початку липня 1915 року, коли стало відомо про формування значних сил противника в районах Грубешова та Володимира-Волинського. Це викликало занепокоєння союзників щодо безпеки правого флангу їхнього наступу на північ.:626
Згідно з задумом начальника Генерального штабу Австро-Угорщини Франца Конрада фон Гетцендорфа та начальника Генерального штабу Німецької імперії Еріха фон Фалькенгайна, союзні австро-угорські та німецькі війська мали одночасно наступати з півдня та півночі, що мало призвести до оточення російських військ у Польщі між Бугом, Віслою та Нарвою, притокою Вісли. :642

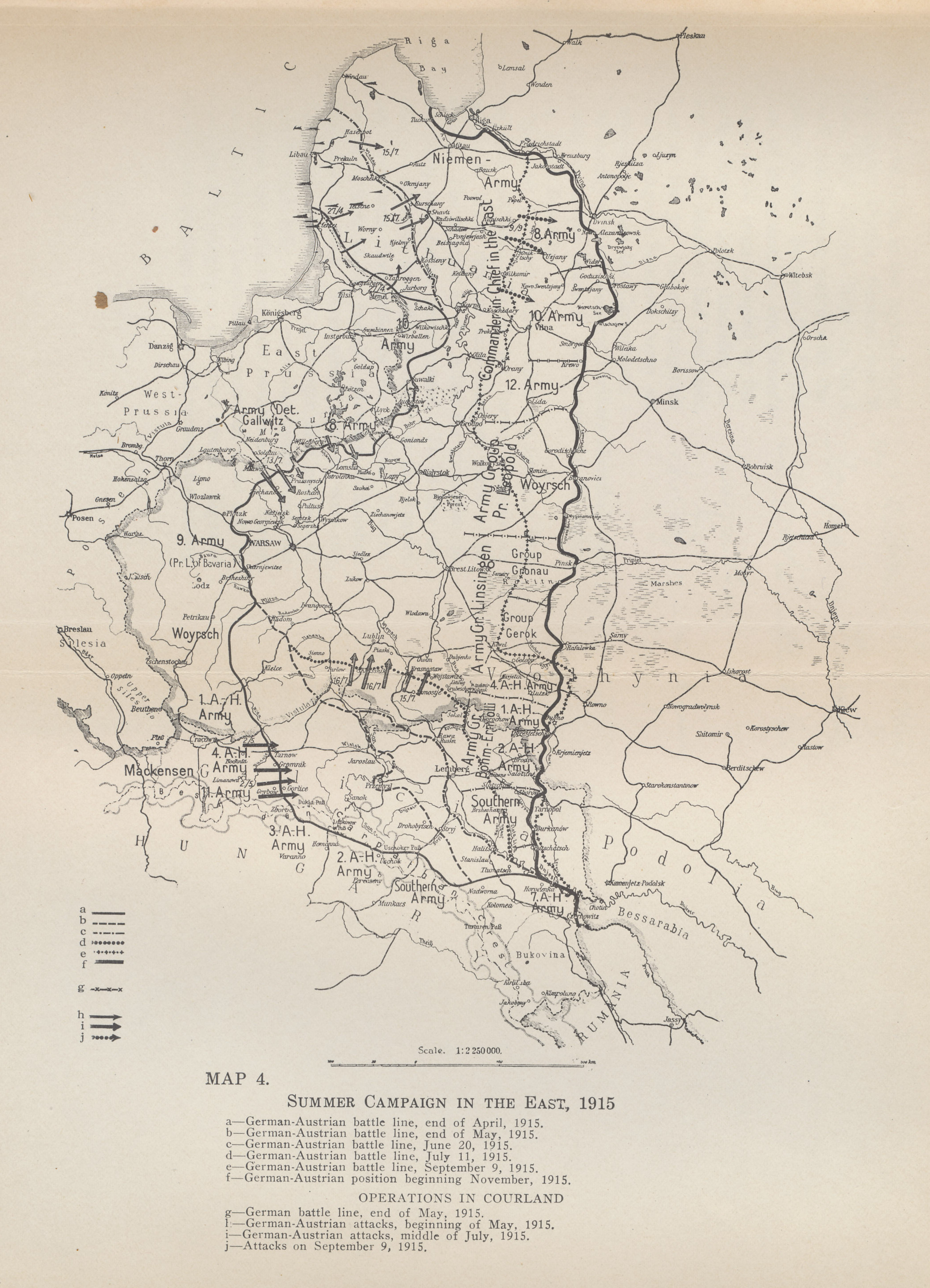
Вісло-Бузька наступальна операція. Стрілки, позначені літерою "і", зображують наступ Центральних держав у липні 1915 року між Віслою та Бугом поблизу Сокаля.

11 липня ерцгерцог Фрідріх віддав наказ продовжувати наступ, спланований Конрадом і Фалькенгайном, з метою знищення російських позицій на Віслі. Генерал Август фон Маккензен отримав наказ наступати між Віслою та Бугом силами 4-ї, 11-ї та Бузької армій.  :643
Завданням Першої армії, яка також була передана під командування Маккензена, було забезпечити безперешкодний наступ основних сил Маккензена на північ між Бугом і Віслою, запобігаючи будь-якому втручанню росіян зі сходу. План складався з двох основних етапів.
Перший полягав в утриманні позицій на річці Західний Буг між Жджарами (сучасна назва – Заставне) та Домбом (селище, розташоване за 5 км на схід від Великих Мостів, нині не існує), а також у захопленні панівних висот на правому березі Бугу поблизу Сокаля та Жджар. Це мало забезпечити союзникам ініціативу на цьому відрізку фронту.
Другий етап передбачав прорив від Жджар через Буг якомога далі у напрямку Володимира-Волинського. Це мало убезпечити наступаючі частини Маккензена від можливого флангового удару та оточення. :656
Оборона позицій на Бузі була доручена генералом Пухаллом ІІ-у та І-у корпусам. Зокрема, командувач І-м корпусом, генерал Карл фон Кірхбах, отримав наказ атакувати російські позиції на Бузі поблизу Сокаля 15 липня 1915 року. Для цього він мав задіяти 46-ту піхотну дивізію Ландверу та всі доступні частини 25-ї піхотної дивізії з метою «захоплення панівних висот східніше Сокаля»:656

## Перебіг
Напередодні битви, 14 липня 1915 року, пройшла сильна злива. Після дощу річка Західний Буг залишалася повноводною, а її береги вкрилися туманом. Дороги, що вели до річки між Кристинополем і Городловицями (селище на березі Бугу, поруч із Ульвівком, нині не існує), стали заболоченими та непридатними для логістики. У зв’язку з цим австро-угорські підрозділи зосередилися на захопленні незначних російських плацдармів на лівому березі Бугу. :657 Росіяни користувалися природніми перешкодами для створення захисних позицій. Вони окопалися на правому березі Бугу, який був значно вищий, ніж лівий. Крім того, росіяни займали панівні висоти східніше Сокаля, з яких було добре видно австрійські позиції. Також, на лівому березі Бугу росіяни облаштували позиції за залізничним насипом для захисту плацдармів.

### Форсування Західного Бугу на північ від Сокаля
На північ від Сокаля на Західному березі Бугу розташовувалися частини I корпусу австрійської армії під керівництвом генерала Карла фон Кірхбаха, зокрема 46-та стрілецька дивізія, до якої входили 91-а ландверна піхотна бригада із Кракова (включала 16-й ландверний піхотний полк із Кракова, 31-й ландверний піхотний полк із Цешина, 32-й ландверний піхотний полк із Нового-Сонча) та 92-а ландверна піхотна бригада із Оломоуца (включала 13-й ландверний піхотний полк із Оломоуца і 15-й ландверний піхотний полк із Опави).
На світанку 15 липня 1915 року північніше Сокаля 32-й ландверний піхотний полк із Нового Сонча вибив росіян із плацдарму в селі Конотопи. Вцілілі частини РІА відступили на правий берег та спалили дерев'яні переправи через річку. Того ж дня після обіду австро-угорські частини, за підтримки артилерії, вибили росіян із плацдарму в селі Забужжя, завдяки підтримці артилерії. Дочекавшись ночі, передові підрозділи 32-го полку збудували дерев'яні переправи, а на світанку 16 липня форсували Буг в районі Конотопів і закріпилися на правому березі. Протягом наступних днів росіяни здійснювали серію контратак, але не змогли вибити австро-угорські частини з плацдармів. Натомість, останні розширювали зайняті позиції на правому березі.

### Форсування Західного Бугу на південь від Сокаля
Південніше Сокаля діяли частини II корпусу австрійської армії, зокрема 4-й піхотний полк "Дойчмейстери" із Відня, підсилений підрозділами ландверу та єгерів. Командував цією групою полковник Франц Гассентойфель, а опорним пунктом групи було село Борятин. 15 липня 1915 року Гассентойфель скомандував двом ударним групам атакувати у напрямку Бернардинського монастиря та села Завишень, відповідно. О 7:00 зранку австро-угорські підрозділи вибили росіян із плацдарму у Завишні та дістались до берега річки Західний Буг. Річка мала ширину 1000 кроків, а острови, утворені її рукавами, були сильно заболоченими. Відступаючи, росіяни знищили два мости—біля передмістя Сокаля (Бабинець) та південніше Поториці. Окрім того, російська артилерія, розташована на протилежному березі поблизу церкви в Поториці та на пагорбах на схід від села, відкрила вогонь шрапнеллю по Завишні та залізничній станції (нині в Жвирці). Поранених австрійців доставляли до приміщення залізничної станції, серед них були й хворі на холеру. :421-423
Досвід першого дня боїв на південь від Сокаля не давав великих сподівань на успішне продовження наступу. З метою узгодженого керівництва операцією в напрямку Сокаля, 16 липня 1915 року групу Гассентойфеля було підпорядковано І корпусу генерала Карла фон Кірхбаха. Командування корпусу вирішило використати залізничну станцію (у сучасній Жвирці) як плацдарм для наступу на південну частину Сокаля та передмістя Бабинець, де сприятливий рельєф місцевості дозволяв би здійснити перехід на східний берег. Наступ було доручено батальйону ландштурму №12 з 46-ї ландверної дивізії та III батальйону «Дойчмейстерів». Командування передбачало поступове просування під прикриттям кулеметного та артилерійського вогню. Наступ розпочався о 13:00, проте вже о 18:00 його було зупинено через великі втрати та очевидну безнадійність. Підрозділи почали окопуватись на досягнутих позиціях. :425-427
17 липня 1915 року командування І корпусу перенесло основний напрямок атаки на північ від Сокаля, де одна відчайдушна атака ландвреного полку мала успіх. Підрозділи закріпилася на протилежному березі річки і розширювали зону контрою. Підвенніше Сокаля було вирішено сковувати наявні сили росіян,:425-429 проте уже 18 липня командування видало наказ форсувати Буг в районі спаленого моста біля Бабинця (передмістя Сокалю). Після значної артилерійської підготовки та помічених ознак відходу окремих російських підрозділів, підрозділи 4-го піхотного полку "Дойчмейстери" та 46-ї ландверної дивізії зуміли форсувати річку, русло якої було вкрито колючим дротом. Незабаром місто Сокаль було під контролем австрійської армії.:425-431
Правому флангу, який підіймався на високий схил між Бабинцем та Поторицею довелося битися довше, адже він мав вибити ворога, що закріпився у Поториці. :431

### Визволення міста Сокаль
Місто Сокаль було звільнене 18 липня 1915 року І-м та II-м корпусами австрійської армії під командуванням генерала Карла фон Кірхбаха. Австрійські підрозділи увійшли до міста з півночі та півдня, форсувавши річку Західний Буг. Частини 46-ї стрілецької дивізії атакували із півночі, тоді як 4-й піхотний полк «Дойчмейстери» та інші частини наступали з півдня, увійшовши до передмістя Бабинець після переправи через річку.
Бойова книга 4-го піхотного полку свідчить, що основні російські сили, дислоковані у місті, відступили після того, як австрійцям вдалося форсувати Буг. Це ж джерело повідомляє про спроби російських підрозділів перегрупуватися на околицях Бабинця, які були успішно атаковані австрійськими військами. :430

### Бої на схід від Сокаля
18 липня 1915 року, в день визволення Сокаля, передові підрозділи австрійської армії атакували другу та третю лінії оборони російських військ, розташовані на пагорбах на схід від Сокаля та Поториці. Друга лінія оборони проходила через висоту 237, а третю вінчав домінуючий над місцевістю пагорб – гора Сокаль, контроль над яким був головною метою атакуючих частин.
О першій годині дня австрійці штурмом захопили висоту 237 та почали охоплювати гору Сокаль з півночі та півдня. Близько третьої години дня передові загони прорвалися на вершину, що спричинило масову втечу російських військ, які потрапили під нищівний вогонь власних кулеметів із боку лісу. :432 Невдовзі росіяни організували масовані контратаки по обидва боки Татараківської дороги – з боку гори Сокаль та навпроти південної частини Сокаля, змусивши деякі австрійські підрозділи відступити. Попри це, до вечора австрійці закріпилися на зайнятих позиціях і налагодили постачання боєприпасів (до 21:30 було зведено новий міст через Західний Буг у районі Бабинця). :435-436

## Пам'ять про битву

### Ярослав Гашек
25 липня 1915 року видатний чеський письменник Ярослав Гашек взяв участь у битві за гору Сокаль. Гашек служив вістовим, завданням якого було доставляти накази та повідомлення до бойових побратимів. Батальйон Гашека займав одну з найбільш відкритих позицій і зазнав значних втрат. Після битви під Сокалем його було підвищено до гефрайтера, а 18 серпня 1915 року у селищі Жджари (сучасна назва: Заставне), що за 15 км північніше Сокаля, він був нагороджений срібною медаллю 2-го ступеня "За хоробрість", виявлену під час боїв біля Поториці 25 липня.
Сокаль згадується у романі Гашека «Пригоди бравого вояка Швейка». У частині другій роману під назвою "На фронті" V розділ називається "Із Моста-на-Литаві в Сокаль". Декілька офіцерів, імена яких пізніше стали персонажами у романі, брали участь у битві під Сокалем разом із Гашеком: оберлейтенант Рудольф Лукаш, штабсфельдфебель Ян Ванек, кадет Ганс Біглер, оберстлейтенант Франц Венцель, капітан Вінценц Сагнер та фельдкурат Ян Ейбл, згадуваний у романі як Ібл.

### Ойґен Гефліх
У середині липня 1915 року видатний австрійський письменник єврейського походження Ойґен Гефліх (також відомий як Моше Яаков Бен-Гаврієль; Moscheh Ya’akov Ben-Gavriêl) взяв участь у битві за місто Сокаль у складі польового єгерського батальйону № 25 (Feldjägerbataillon Nr. 25). Підрозділ Гефліха діяв південніше міста та брав участь у форсуванні річки Західний Буг. Під час цієї операції він був тяжко поранений. За участь у боях його нагороджено бронзовою медаллю «За хоробрість» та підвищено у званні. Події тих днів відображено в щоденнику Гефліха «Tagebücher 1915 bis 1927».

### Сокальський марш Дойчмайстерів
У 1915 році австрійський композитор та військовий капельмейстер 4-го піхотного полку Вільгельм Вацек написав «Сокальський марш Дойчмайстерів» на честь бою під Сокалем, зокрема штурму гори Сокаль.

### Пам'ятна відзнака за бій під Сокалем
Після битви було випущено пам'ятний знак для кепі 1-го армійського корпусу. На знаку був напис: «Сокаль. Ми служили під командуванням Кірхбаха в 1-му корпусі». 